# Bodorgan
Bodorgan es un pueblo en la isla de Anglesey, Gales, Reino Unido. 
Posee la estación ferroviaria de Bodorgan. De acuerdo con el censo de Reino Unido de 2001, tiene 1.503 residentes en la división electoral, el 72,7% de ellos hablan galés.